# Sega NAOMI
Il NAOMI (New Arcade Operation Machine Idea) è un sistema arcade sviluppato e prodotto da SEGA, svelato nel 1998 al JAMMA.
Condivide con il Dreamcast la CPU, la GPU e il processore audio.

## Storia
Il 12 marzo 1997 su diversi siti web fu diffusa la voce che SEGA stesse lavorando su un modulo di upgrade a 64 bit per il Saturn con il nome in codice "Eclipse". Tuttavia, nel corso dello stesso anno emerse che la casa produttrice non stava lavorando a un upgrade, bensì a una nuova console.
Il 28 giugno venne rivelato che la nuova console aveva due versioni dalle specifiche tecniche molto simili, una denominata "Black Belt" e una "Dural", da cui prese forma il NAOMI.
La nuova macchina, esattamente come il Titan faceva con il Saturn prima di lei, condivideva lo stesso hardware e la stessa architettura di base della sua controparte casalinga, il Dreamcast, permettendo così all'azienda di abbattere i costi e al NAOMI di beneficiare degli sforzi e delle ricerche già impiegate nel Dreamcast che, al contrario del sistema arcade, venne prodotto per appena tre anni.
SEGA annunciò il rilascio di un minimo di dieci titoli durante il primo anno di vita della macchina, una lista di venti compagnie, incluse Capcom, Jaleco e Tecmo, già intente a sviluppare titoli per NAOMI e una stima di vendita di 100 000 unità in un periodo compreso tra i tre e i cinque anni.

## Caratteristiche tecniche
- CPU: Hitachi SH-4 64-bit RISC CPU (200 MHz 360 MIPS / 1.4 GFLOPS)
- GPU: PowerVR (PVR2DC)
- Sound Engine: Yamaha AICA Super Intelligent Sound Processor (32-bit RISC CPU, 64 channel ADPCM)
- Memoria Principale: 32 MByte
- Memoria Grafica: 16 MByte
- Memoria Audio: 8 MByte
- Media: ROM Board (Grandezza massima: 168 MByte)
- Numero di colori simultaneo: Approx. 16 770 000
- Altre Caratteristiche: Bump mapping, Fog, Alpha-Bending, MIP Mapping, Filtro trilineare, Anti-Aliasing, Environment Mapping, Specular Effect.[4]

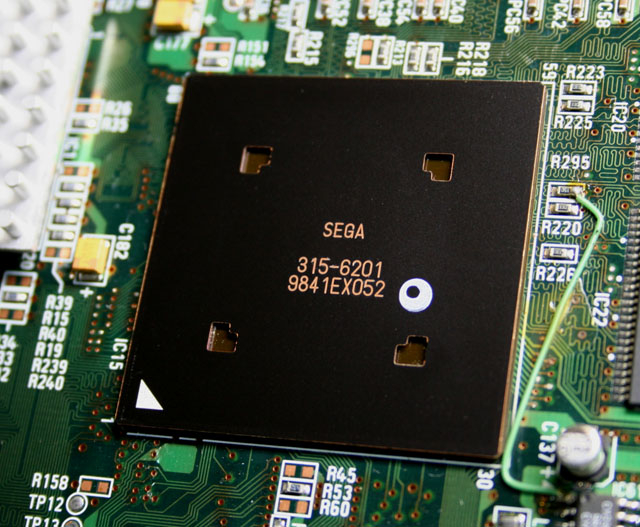
Il PowerV2DC (315-6201) montato sul NAOMI
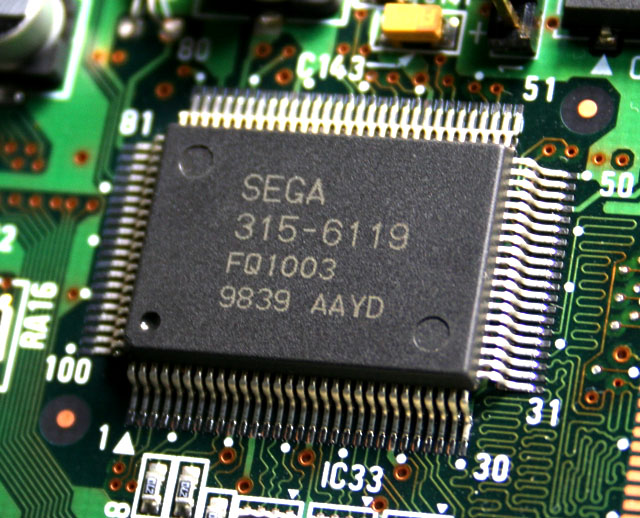
Il processore audio Yamaha utilizzato dal NAOMI

## Add-on

### Multiboard

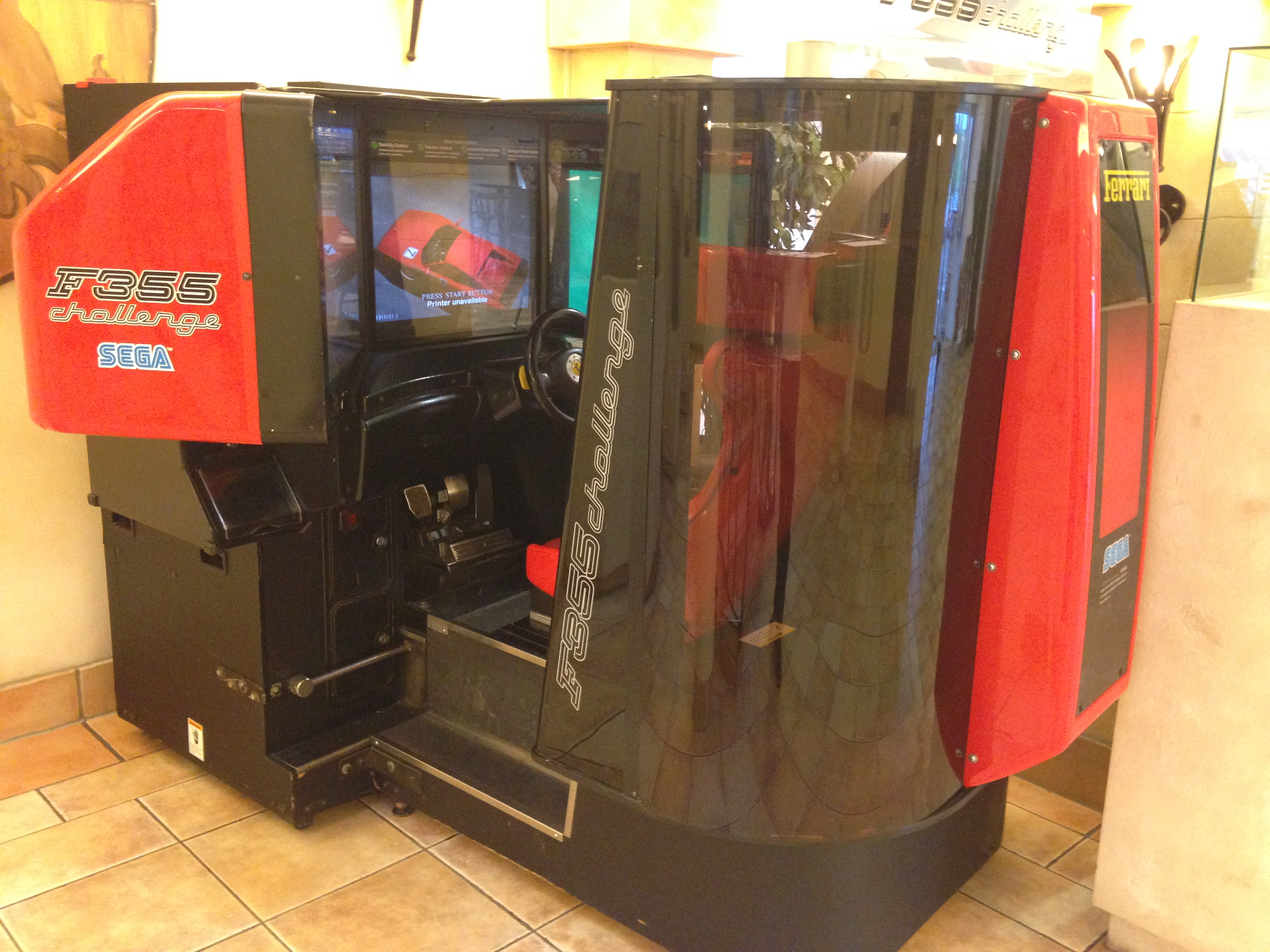
Un cabinato di F355 Challenge

Le schede del NAOMI potevano sommarsi fino a sedici in contemporanea e in questo modo moltiplicare la potenza del sistema. Alcuni titoli come F355 Challenge o Sega Strike Fighter supportano solo questa modalità: quando sono installati su una scheda normale il software viene eseguito a velocità dimezzata e la qualità del sonoro cala drasticamente pur mantenendo la stessa velocità di esecuzione.

### GD-ROM

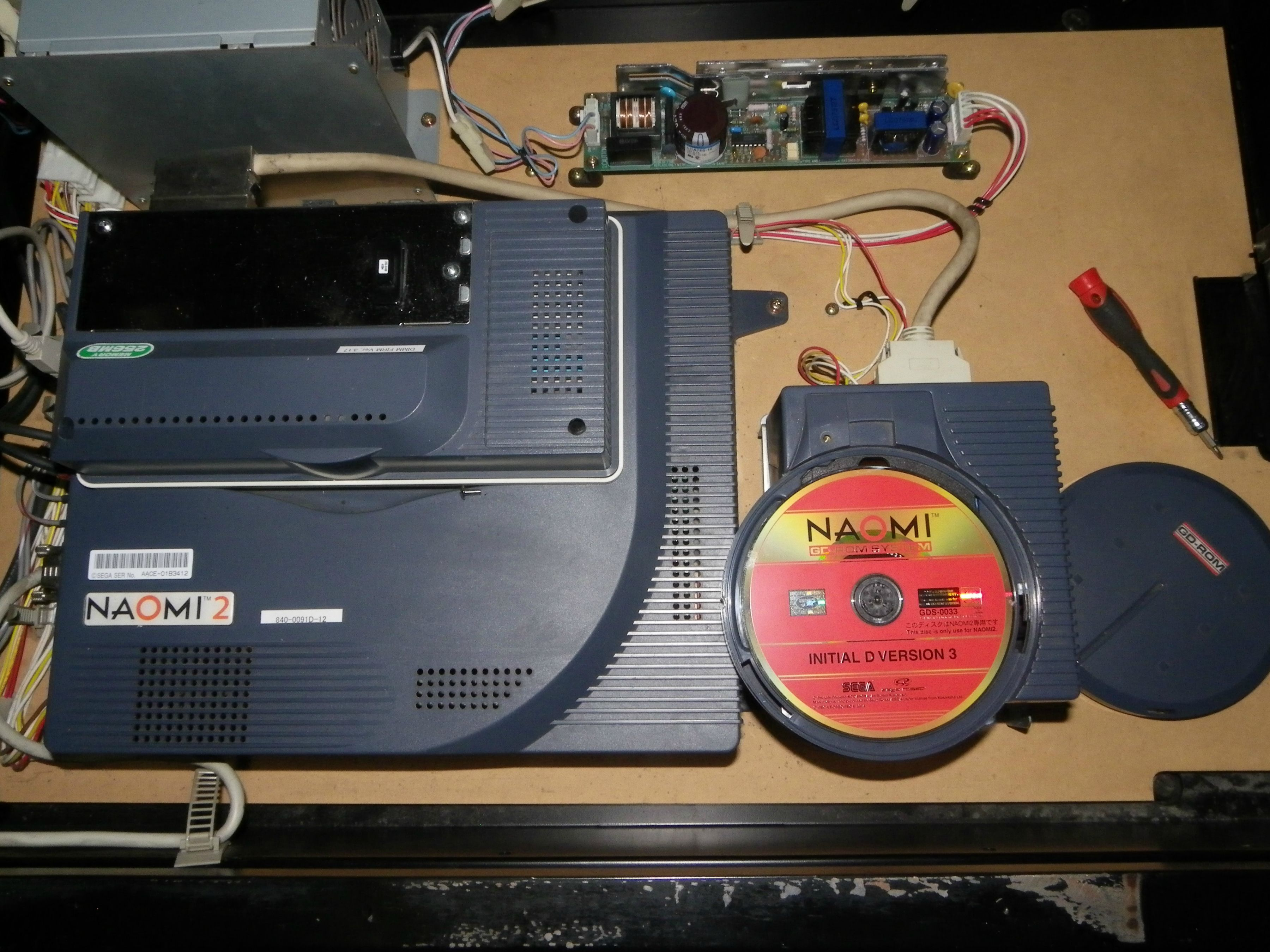
Un NAOMI 2 con il modulo GD-ROM collegato

Il GD-ROM, compatibile sia con NAOMI sia con NAOMI 2, permetteva di ridurre sensibilmente i tempi di caricamento. Durante l'installazione del software di gioco, caricava infatti i dati direttamente nella RAM del sistema e successivamente andava in stand-by.

### Satellite Terminal
Il Satellite Terminal era una configurazione con un NAOMI montato in uno o più terminal di gioco utilizzati in software in cui più giocatori condividevano uno o più schermi gestiti da un altro NAOMI. Ogni giocatore aveva di fronte a sé un terminale con cui interagire fornendo dati in input la cui visualizzazione output era affidata allo schermo condiviso.

## Videogiochi
Al lancio
- The House of the Dead 2
- Blood Bullet: The House of the Dead Side Story
- Dynamite Baseball 98[1][8]

Successivi
- Border Down
- Chaos Field
- Cosmic Smash
- Crazy Taxi[9][10]
- F355 Challenge
- Ikaruga
- Power Stone
- Project Justice: Rival Schools 2
- Samba de Amigo
- Under Defeat[11]
- Virtua Tennis[8]